# Walter Deverell
Walter Howell Deverell (1827–1854) va ser un artista anglès, nascut als Estats Units d'Amèrica, que va estar associat amb la germandat prerafaelita.

## Biografia
Deverell va néixer a Charlottesville, Virgínia, al si d'una família anglesa que va retornar a la Gran Bretanya quan Walter tenia només dos anys. Va estudiar art a l'escoles de la Royal Academy of Arts, on va conèixer Dante Gabriel Rossetti. Ell i Rossetti va compartir un estudi el 1851. El moviment dels prerafaelites hi havia estat fundat el 1848 i, sota la influència de Rossetti, l'obra de Deverell va començar a mostrar la influència del moviment, mentre encara retenia característiques més pròpies dels primers pintors de gènere com Charles Robert Leslie. Va ser Deverell qui "va descobrir" Elizabeth Siddal, una de les primeres i destacada model del moviment. Malgrat l'atracció del pintor cap a Siddal, aquesta més tard es va casar amb Rossetti. L'ajudant de Rossetti, Henry Treffry Dunn, va ser recomanat per Deverell per ocupar aquest càrrec. Després de la dimissió de James Collinson de la germandat prerafaelita, Rossetti va proposar Deverell per reemplaçar-lo, però finalment no es va prendre cap decisió.
Deverell va completar molt poques obres importants, exhibint només quatre pintures a la Royal Academy, abans de la seva prematura mort a causa de la malaltia de Bright, a l'edat de vint-i-set anys. Va viure a Kew, actualment part de Londres, on va pintar l'única pintura que va vendre en la seva curta vida, Un animal de companyia. L'obra va ser adquirida el 1853 per Holman Hunt i J. E. Millais, en un acte de caritat degut a la seva precària situació després de morir quatre membres de la seva família, inclosos els seus pares, entre 1846 i 1854.
El 1899, William Michael Rossetti va descobrir un conjunt de cartes adreçades a Deverell pel seu germà Dante Gabriel Rossetti i altres pintors, que tenia un familiar de Deverell. Tot i les múltiples gestions per poder publicar-les i així conèixer una mica millor el jove pintor, finalment no va ser possible.

## Referències

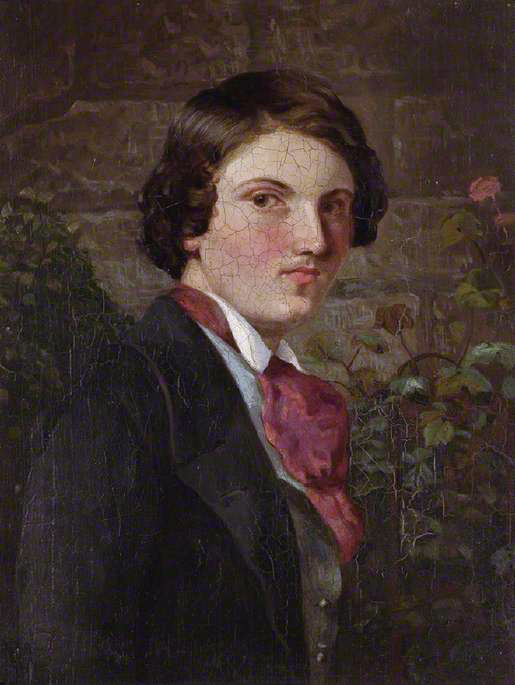
Autoretrat (c. 1849)

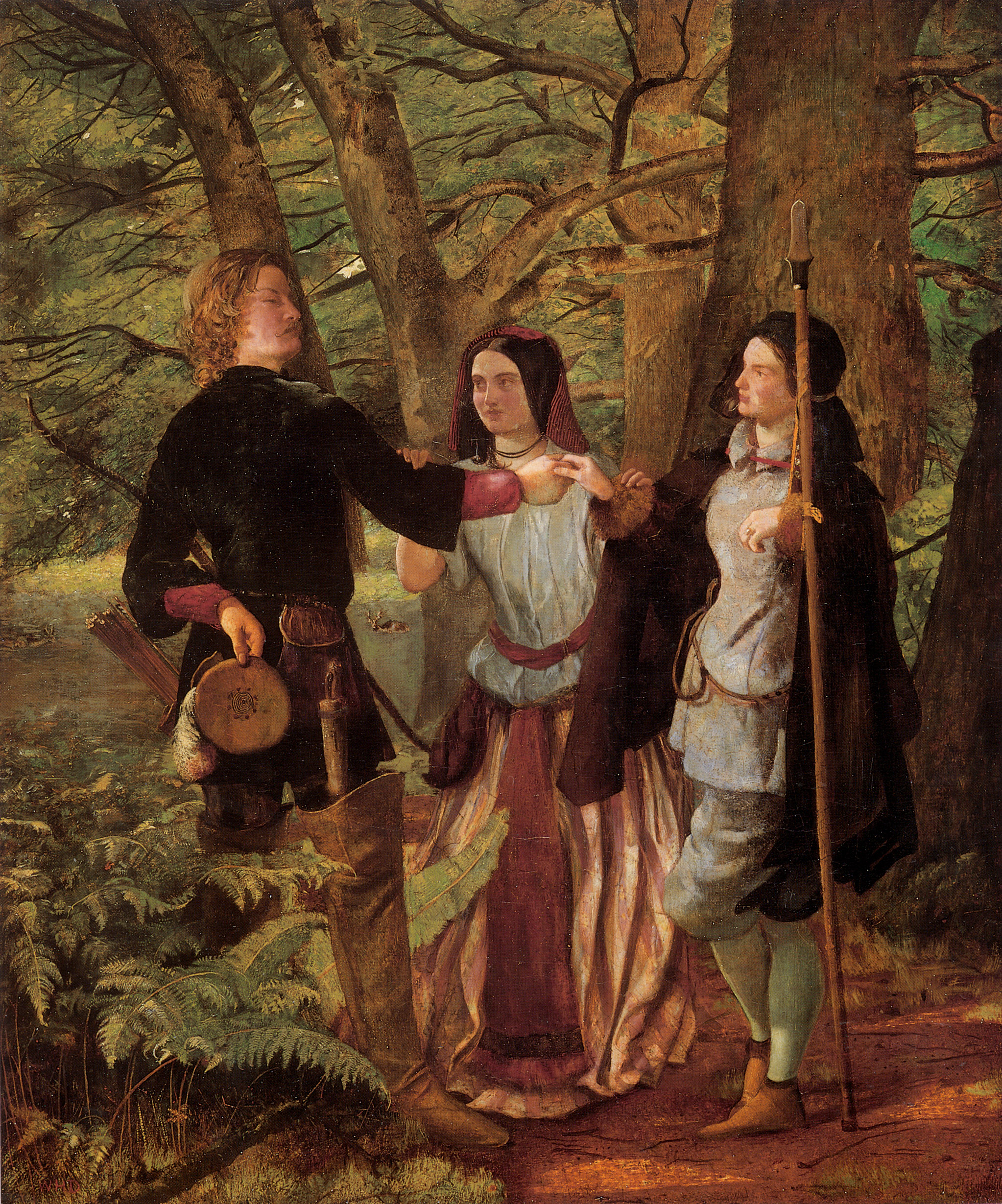
Il·lustració de Deverell d'una escena dAl vostre gust